# Michał Stecki
Michał Stecki herbu Radwan – podkomorzy kijowski w latach 1766–1774, stolnik kijowski w latach 1765–1766, łowczy kijowski w latach 1752–1765, łowczy owrucki w latach 1729–1752, konsyliarz konfederacji radomskiej. 
Poseł sejmiku kijowskiego na sejm konwokacyjny 1733 roku. Był członkiem konfederacji generalnej zawiązanej 27 kwietnia 1733 roku na tym sejmie.